# Skälmerbergen
Skälmerbergen (även kallat Skälmerberget) är ett berg i Torps socken i Orust kommun i Västra Götalands län. Berget är beläget norr om Henån intill Söbben. Bergets topp utgör Orusts högsta punkt på 144 m.ö.h. På toppen finns en fornlämning i form av ett röse. Bestigning av berget erbjuder utsikt över bland annat Kalvöns naturreservat. 